# Michael Wenzl
Michael Wenzl (Kuchen, 6 febbraio 1991) è un ex cestista tedesco.